# Dorne (rivière)
La Dorne est une rivière d'Ardèche dans la région Auvergne-Rhône-Alpes et un affluent gauche de l'Eyrieux, donc un sous-affluent du Rhône.

## Étymologie

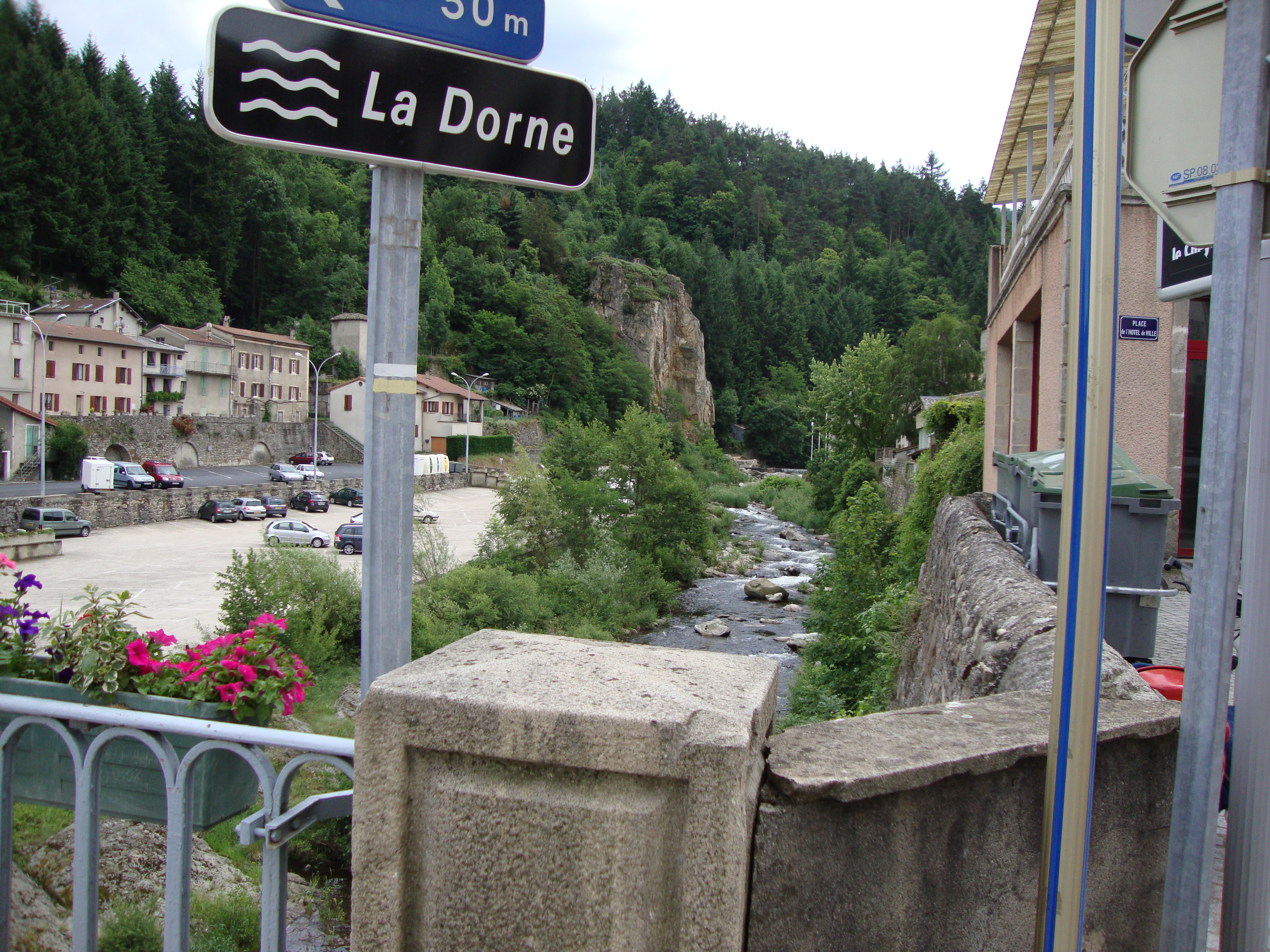
La Dorne au Cheylard.

Comme la Doire, le Doron ou la Durance, la Dorne proviendrait d'un l'hydronyme *dor/dur qui signifie « cours d'eau » selon A. Dauziat. L'appelatif *duire/dyure est dans les Alpes et le Valais signifie « gorge escarpée, torrent ».

## Géographie
De 21,4 km de longueur,
La Dorne prend sa source à l'est du rocher des Baux (1 433 m), à 1 335 m d'altitude, sous le mont Gerbier-de-Jonc, sur la commune du Chambon, juste au sud-est de Saint-Andéol-de-Fourchades.
La Dorne coule globalement du sud-ouest vers le nord-est.
Cette rivière se jette dans l'Eyrieux au niveau de la ville du Cheylard, à 415 m d'altitude.

### Communes traversées
Dans le seul le département de l'Ardèche la Dorne, traverse les cinq communes suivantes, de l'amont vers l'aval, du Chambon (source), Dornas, Mariac, Accons, Le Cheylard (confluence).
Soit en termes de cantons, la Dorne prend source et conflue dans le même canton du Cheylard, dans l'arrondissement de Tournon-sur-Rhône.

### Bassin versant
Le bassain versant de la Dorne est de 78,4 km2. Elle traverse une seule zone hydrographique 'L'Eyrieux de l'Esse au ruisseau du Ranc Courbier' (V412). Ce dernier bassin versant est constitué à 71,89 % de « forêts et milieux-semi-naturels », à 26,70 % de « territoires agricoles », à 1,11 % de « territoires artificialisés », à 0,19 % de « surfaces en eau ».

### Organisme gestionnaire
L'organisme gestionnaire est le syndicat mixte Eyrieux Clair.

### Toponymes
La Dorne a donné son hydronyme à la commune et au village de Dornas.

## Affluents
La Dorne a dix-huit affluents référencés dont cinq ont des sous-affluents et un de rang de Strahler quatre :
- le ruisseau de Sardige, avec cinq affluents et de rang de Strahler quatre,
- le ruisseau du Grand Dornas, avec deux affluents,
- le ruisseau du Cros, avec deux affluents et de rang de Strahler trois,
- le ruisseau de Cornuscle, avec un affluent,
- le ruisseau de Trapayac, avec un affluent,

Donc le rang de Strahler est de cinq.

## Hydrologie

### Les débits
Le débit de référence de la crue décennale est de 155 m3/s pour la Dorne au Cheylard, alors que la crue centennale est de 390 m3/s.